# Evloghie Nica
Evloghie Nica (n. 19 decembrie 1973, Fălticeni, Suceava, România) este un cleric ortodox de stil vechi din România, care îndeplinește în prezent funcția de arhiepiscop și mitropolit al Bisericii Ortodoxe de Stil Vechi din România.

## Biografie
Evloghie Nica s-a născut la 19 decembrie 1973, în orașul Fălticeni (județul Suceava) într-o familie de oameni gospodari, în care exista deja o bogată tradiție monahală. De remarcat este că și celălalt copil al familiei Nica, monahia Evloghia, este închinoviată în Mănăstirea Ortodoxă de Stil Vechi cu hramul Buna Vestire din satul Valea Roșie, Jud. Călărași. 
Urmează cursurile gimnaziale și apoi Liceul Teoretic „Nicolae Gane” din Fălticeni, specializarea Matematică-Fizică. După absolvirea liceului, în anul 1992, a fost admis ca student la Facultatea de Fizică Atomică din cadrul Universității București (având cursuri atât la București, cât și la Măgurele). 
În paralel cu viața de student, în iarna anului 1994, aflându-se în anul II de facultate, este primit ca frate începător în obștea monahală a Mănăstirii Adormirea Maicii Domnului din București (cartierul Militari), care se afla sub conducerea duhovnicească a unchiului său, arhimandritul Flavian Bârgâoanu (viitorul episcop de Ilfov). În anul 1996, a fost tuns în monahism pe seama acestei mănăstiri, primind numele de Evloghie, în cinstea Sfântului Ierarh Evloghie, Patriarhul Alexandriei, și întru amintirea ctitorului lăcașului monahal, PS Evloghie Oța. În Duminica închinată Sfintei Cruci (a treia Duminică din Postul Mare) din anul 1997, el a fost hirotonit ierodiacon, pe seama mănăstirii de metanie.  
A absolvit studiile universitare în anul 1997, susținând lucrarea de diplomă și examenul de licență, pentru care va obține note maxime. În anul absolvirii, obține o bursă de studii aprofundate în fizică nucleară, la Universitatea Cambridge din Anglia, însă, la sfatul părintelui său duhovnic, arhimandritul Flavian, va refuza această ofertă, dorind a urma întru totul chemarea monahală și slujirea preoțească, în cadrul Bisericii Ortodoxe de Stil Vechi. 
În același an (1997), este hirotonit ca ieromonah și hirotesit întru duhovnic, fiind trimis cu ascultarea de a întemeia un așezământ monahal în localitatea Șelimbăr, din apropierea municipiului Sibiu. În calitate de stareț, el a adunat aici o mică obște monahală, punând temelia bisericii mari, cu hramul Acoperământul Maicii Domnului (prăznuit în fiecare an la 1 octombrie), a paraclisului cu hramul Înălțarea Domnului, a blocului de chilii și a celorlalte clădiri anexe, aflate în anul 2008 în faza de construcție. 
În ziua de 15/28 august 2005, la praznicul Adormirii Maicii Domnului (conform calendarului iulian), este ridicat la rangul de arhimandrit, iar apoi, la data de 6/19 noiembrie 2007, (de praznicul Sfântului Ierarh Pavel Mărturisitorul, Arhiepiscopul Constantinopolului), este hirotonit episcop-vicar în Sfântul Sinod al Bisericii Ortodoxe de Stil Vechi din România, primind titulatura de „Sibianul”. Hirotonirea PS Evloghie întru arhiereu a fost săvârșită în sobor, de către toți ierarhii Bisericii Ortodoxe de Stil Vechi din România (IPS Vlasie Mogârzan, PS Demostene Ioniță, PS Ghenadie Gheorghe, PS Sofronie Oțel, PS Teodosie Scutaru, PS Antonie Tătaru, PS Iosif Mogârzan, PS Flavian Bârgăoanu, PS Glicherie Ieșeanul și PS Dionisie Constandache). 
PS Evloghie a declarat că dezvoltarea Bisericii Ortodoxe de Stil Vechi este obstrucționată la diferite niveluri administrative, parohiile de stil vechi fiind implicate în procese. De asemenea, el declară că în unele zone, credincioșii de stil nou se grăbesc să cumpere pământurile din jurul bisericilor de stil vechi, pentru a-i izola. Referindu-se la viitorul Bisericii de Stil Vechi din România, el sublinia că: „Perioada de creștere va continua un timp, dar aceasta va determina și continuarea persecuțiilor. Conflictul, deși latent, se va accentua pe măsură ce procesul de globalizare va cuprinde și instituțiile mari, ca BOR. Pentru ei, noi, ori suntem o sectă extrem de periculoasă, ori deținem ceva ce ei nu au și la care râvnesc tare. Așa că, în perspectivă, poate se va împlini proorocirea: Biserica a început în catacombe și va sfârși în catacombe“ .